# Mind wandering nell'apprendimento scolastico
Il mind wandering nell'apprendimento scolastico è l'impatto del mind wandering (MW) nel campo dell'apprendimento e soprattutto nelle attività svolte in classe, dunque in ambito scolastico (non solo scuola dell'obbligo, ma anche istruzione superiore).
Al 2016, la ricerca scientifica sul MW (sia generica che specifica del campo dell'educazione scolastica) era ancora allo stadio iniziale, per cui non tutti gli approcci teorici sono accettati all'unanimità dalla comunità scientifica e i metodi sperimentali per fare ricerca scientifica sul tema si stavano ancora sviluppando. Tuttavia, già sono disponibili alcuni risultati di fondo su cui vige il consenso e su cui si possono potenzialmente tarare delle strategie di mitigazione del MW in classe.
Un filone di ricerca analogo a quello del mind wandering specificatamente in classe è quello della noia verso le lingue straniere, un fenomeno che può includere dei momenti di sogni a occhi aperti e vagabondaggio della mente verso pensieri che non c'entrano con una lezione di lingua straniera.

## Caratteristiche e rilevazione

### Nome
Questo fenomeno è noto con vari nomi, tra cui anche vagabondaggio della mente nell'apprendimento scolastico, mente errante nell'apprendimento scolastico e sogno a occhi aperti nell'apprendimento scolastico più tutte le loro varianti.

### Caratteristiche in classe
Il mind wandering è definibile come un'esperienza quotidiana in cui avviene uno spostamento/dissociazione dell'attenzione dal presente (il qui e ora) per focalizzarla sul processamento di un'informazione ricevuta. Il MW è impossibile da evitare nella vita quotidiana, siccome un individuo in media spende dal 30 al 50% del proprio tempo da coscienti/di veglia a immergersi in pensieri che non sono relativi allo svolgimento di un task; lo stesso MW è definibile anche come "pensiero scorrelato da task" (Task-unrelated Thought, TUT).
Il MW non è un fenomeno unitario, ma è suddivisibile in MW involontario e MW volontario. Nel primo tipo, il MW è una scelta del soggetto (incluso ad esempio un discente a scuola), mentre nel secondo caso è un momento di dissociazione spontaneo, fuori dal proprio controllo, non intenzionale e non deliberato. Il MW involontario, in quanto tale, può accadere anche se il soggetto ha intenzione di non distrarsi. Secondo Seli, Wammes et al. (2016a), i due tipi di MW sono causati da due diversi processi/meccanismi cognitivi. Secondo la loro ricerca svolta mentre un gruppo di discenti ascoltava una lezione, il tipo di MW più rilevato è quello volontario: quelli involontari erano un numero basso che non è mai cresciuto durante la lezione a causa del buon livello di motivazione dei discenti. Secondo Gyurkovics, Stafford et al. (2020), gli adolescenti hanno tendenzialmente più momenti di MW volontario. Secondo uno studio su studenti universitari di Seli, Wammes et al. (2016b), il MW intenzionale si presenta in un contesto preciso e non casuale, cioè nel momento in cui il discente ha un impegno nel breve termine che gli provoca dei costi (e.g., un discente nel momento in cui svolge una prova in classe); di contro, il MW non intenzionale si presenta quando il discente deve svolgere una performance nel lungo tempo (e.g., un discente che deve svolgere un esame parziale o finale). L'esistenza delle due tipologie diverse di MW è rintracciata anche nei bambini e, nonostante le sappiano riconoscere, probabilmente lo sforzo mentale per riconoscere le due (e dunque per effettuare quest'operazione metacognitiva) è molto alto.
In generale, i discenti in classe sono spesso costretti a svolgere dei compiti che sono lunghi e mentalmente impegnativi. Pertanto, il MW si può notare in particolare in contesto scolastico. La lezione rimane la modalità di trasmissione della conoscenza nell'educazione terziaria (e.g., universitaria); in essa, una figura esperta (il docente/istruttore) trasferisce la conoscenza a un novizio (il discente). Tendenzialmente, nelle sessioni di ascolto di spiegazioni verticali in classe, il MW colpisce gli studenti lungo il 20-33% del tempo. Inoltre, l'attenzione svanisce lungo il tempo, per cui la comparsa del fenomeno segue un pattern abbastanza preciso. In uno studio di Risko, Anderson et al. (2012), è stata proiettata una lezione verticale di un'ora a seguito della quale è stato somministrato un test di comprensione ai partecipanti; l'attenzione è calata in particolare durante la seconda metà della lezione e gran parte degli errori nel test, causati dal MW, era relativa proprio alla seconda metà della lezione: le informazioni a cui i discenti non prestavano attenzione non venivano ritenute nella mente. In generale, più il tempo speso sullo stesso task aumenta, più i discenti sono proni a sperimentare il MW, per cui le lezioni particolarmente lunghe e le sessioni di studio lunghe sono problematiche.
In uno studio di Cherry, McCormack et al. (2022), i bambini di 6-11 anni, dunque di età pre-puberale, hanno riportato di sentire il MW in media nel 25,09% del tempo di un esercizio di ascolto; i livelli di distrazione non cambiano come percentuale da un'età all'altra, per cui il livello rimane costante. I momenti di MW erano perlopiù involontari, dunque fuori dal controllo dei bambini e non intenzionali.
Secondo uno studio di Barrett, Tugade et al. (2004), la memoria di lavoro (Working Memory) è la capacità di uno studente di ritenere informazioni in uso in tempo reale; nel caso degli studenti, ad esempio, è la capacità di tenere fisse in mente più informazioni mentre un docente corregge alla lavagna un esercizio di matematica. L'analogo della memoria di lavoro nell'informatica è la memoria RAM, di elaborazione dei dati nel momento in cui dei programmi o pagine web vengono caricate. La capacità di memoria di lavoro (Working Memory Capacity, WMC) è diversa da un discente all'altro. I discenti che hanno una bassa capacità di memoria di lavoro tendono a distrarsi più facilmente durante una spiegazione e/o attività di problem solving in classe. L'abilità di focalizzarsi per effettuare un problem solving di natura logica è anche responsabile del successo scolastico.
Il MW comunque può anche essere una caratteristica abituale di un soggetto (e dunque anche di un discente). Il MW, oltre a essere suddiviso in volontario-non volontario, è suddivisibile in MW abituale e relativo ai TUT. Il MW relativo ai TUT, cioè che avviene nel momento esatto in cui si svolge un task, coglie solo una dimensione del MW siccome avviene anche in altri contesti. Infatti, il MW avviene anche in un momento di riposo, per cui manca un task a cui fare attenzione, o durante un'azione semplice e di routine, per cui non serve un'alta soglia di attenzione (e.g., lavarsi i denti). In questi momenti, i sogni a occhi aperti sono potenzialmente benefici o addirittura necessari: quest'attività di MW può contribuire alla pianificazione di eventi, alla gratificazione ritardata (delayed gratification), creatività, al senso di sé e a una comprensione più profonda delle emozioni. Non è chiaro se la frequenza e contenuti di questo tipo di MW siano uguali a quelli dei MW correlati a un TUT.
Il MW è diverso dalla distrazione esterna (external distraction), siccome quest'ultima è un calo di attenzione che non deriva da una causa interna alla persona (e.g., al discente). Tuttavia, gli effetti deleteri della distrazione esterna sull'apprendimento sono identici a quelli del MW siccome la performance finale, l'apprendimento e la memoria dei contenuti sono compromessi a causa di una ritenzione minore dei concetti. Durante le distrazioni esterne, l'attenzione è spostata dal task corrente a un'informazione irrilevante dentro l'ambiente esterno proveniente da una fonte della distrazione, cioè un "distrattore" (distractor). Secondo uno studio di Shelton et at. (2009), ascoltare un telefonino che squilla durante una lezione porta a una distrazione esterna, per cui la ritenzione dei contenuti prima e dopo lo squillo di un telefonino si altera. Il telefonino stesso è un distrattore, come anche suoni estranei e movimenti molesti (e.g., persone che parlano, studenti che si muovono). Altri distrattori sono sensazioni del corpo, come ad esempio sentire troppo caldo o troppo freddo e sentire fame. Secondo Kane, Smeekens et al. (2017), l'uso del telefonino nelle lezioni e attività online nell'ambito della didattica a distanza porta a un fenomeno detto "media multitasking", cioè la gestione di più media contemporaneamente (e.g., computer e telefono; in realtà, un fenomeno simile si potrebbe incontrare se per esempio un discente prende appunti al computer e contemporaneamente tiene il telefonino acceso e con le notifiche attive e internet attivo accanto al computer). Il media multitasking è correlato con il MW nelle lezioni a distanza siccome l'energia mentale è concentrata su due fonti contemporaneamente invece che su una sola, per cui tende a disperdersi.

### Rilevazione nella ricerca scientifica
Nella ricerca scientifica sulla MW in contesto scolastico, il metodo di rilevazione della MW si basa sul metodo probe-caught. Secondo questo metodo, durante l'esposizione della lezione il docente cambia una slide, si interrompe a sorpresa e chiede alla propria audience (composta da studenti) se appena prima della proiezione di una slide si erano messi a vagabondare con la mente. Le tre risposte possibili sono "Sì, non intenzionalmente; sì, intenzionalmente; no". Le "sonde di pensiero" (thought probes) permettono dunque di capire se un discente in un determinato momento della lezione era soggetto a MW e a che tipo di MW.
Dopodiché, per sondare l'impatto della MW in termini di capacità di ritenzione e successo accademico, nella lezione si individuano dei concetti chiave che verranno poi sondati in un breve quiz (e.g., a scelta multipla) fatto svolgere negli ultimi minuti di lezione. Il quiz viene dunque valutato con un punteggio in base al numero di risposte corrette o sbagliate/saltate.
I discenti inoltre sono anche schedati attraverso l'osservazione dei loro voti nella carriera scolastica sia di medio termine che finali. Altri dati rilevanti raccolti nella ricerca scientifica attraverso i questionari sono la motivazione a seguire i contenuti del corso, la conoscenza pregressa sulla materia trattata, la tendenza a vagabondare con la mente in classe, se leggono i passaggi rilevanti sul libro di testo prima della lezione e il loro Grade-Point Average (GPA).

## Effetti del MW in classe
Il mind-wandering ha un impatto sull'educazione che può essere sia negativo che positivo. In altre parole, il vagabondaggio della mente di per sé non è un fenomeno né interamente positivo, né interamente negativo, ma dipende dal contesto. Un articolo di Dario e Tateo (2019) lamenta come il MW sia visto come un fenomeno interamente negativo da quella che gli autori chiamano "la pedagogia di senso comune", dunque una pedagogia folk, popolare, non accademica e che non tiene conto della ricerca scientifica più recente. In particolare, gli autori attaccano le equazioni "attenzione = apprendimento = performance" e "distrazione = disturbo = non-apprendimento = patologia".

### Effetti a favore del discente
Il mind wandering può aiutare nel problem solving siccome è una forma di pensiero che è scorrelata dall'attuazione concreta e immediata di un task.
Non solo può aiutare nel problem solving, ma può stimolare la pianificazione del futuro. Infatti, durante i momenti di MW, i discenti pensano tipicamente a cose che devono fare in futuro. Questi pensieri deviano l'attenzione da tutti gli altri stimoli esterni, ma non si sa se la pianificazione del futuro in fase di MW è uguale o addirittura migliore di quella in fase deliberata.
Il MW inoltre è un'attività che, in taluni contesti, favorisce la creatività o, più specificatamente, dà opportunità per generare nuove soluzioni in un problem solving che è già stato incontrato in precedenza. Secondo uno studio di Baird et al. (2012), il MW ha aiutato i partecipanti di un gioco in cui si elencano tutti gli utilizzi possibili di un oggetto d'uso quotidiano, come un mattone (il gioco si chiama "Unusual Uses Task" UUT). Infatti, tra due sessioni di UUT, gli studiosi hanno inserito una pausa di 12 minuti, detta "intervallo di incubazione" in cui i partecipanti hanno effettuato il MW. I partecipanti che hanno vagato di più con la mente hanno svolto meglio il successivo test UUT. I partecipanti vagavano di più con la mente se, nel momento di pausa, veniva assegnato loro un task poco impegnativo (undemanding task) rispetto all'assegnare task impegnativi o nessun task. Il fatto che il MW dà opportunità di generare nuove soluzioni in un problem solving è collegato fin dai tempi remoti al fatto che una soluzione a un problema o un'intuizione a volte viene mentre una persona non è intenta a risolvere il problema, ma durante un'altra attività scorrelata, tipicamente un task non impegnativo come ad esempio fare una passeggiata o un bagno o lavare i piatti, a differenza di lavorare in modo pesante e continuato al problem solving o di non fare assolutamente nulla. Questi task non impegnativi permettono alla mente di iniziare a vagare, per cui entra in MW e dunque in una fase creativa che genera pensieri in gran parte scorrelati dal problem solving. La fase in cui la mente non lavora al problema ma fa altro ed entra in MW si chiama "fase di incubazione" (incubation stage) ed è inserito nel modello classico creativo a 4 fasi di Graham Wallas elaborato in "The Art of Thought" (1926): fase di preparazione (definizione e analisi del problema in modo consapevole), fase di incubazione (pausa dalla risoluzione del problema), fase di illuminazione (in cui la mente a volte trova per caso una soluzione/risposta) e fase di verifica (test della risposta); le 4 fasi non sono necessariamente seguite in modo lineare siccome, se la potenziale soluzione non passa la fase di verifica, le 3 fasi precedenti si possono reiterare. L'unico effetto negativo della fase di incubazione trovato in uno studio sugli studenti è un maggiore rischio di peggioramento dell'umore.
Dopodiché, il MW aiuta a divergere la mente verso altri pensieri e dunque lontano da un task primario per farla riposare. Pertanto, quando la mente torna a concentrarsi nuovamente sul task interrotto, è più performante. Questo fenomeno è detto "dishabituation".
Inoltre, nello studio di Cherry, McCormack et al. (2022), i bambini di 6-11 anni che sono stati colti da MW nel tempo di un esercizio di ascolto di una fiaba, hanno beneficiato dei momenti di sogno a occhi aperti nel momento in cui erano motivati dal contenuto della fiaba. Infatti, i dettagli che hanno visualizzato durante il sogno a occhi aperti gli ha permesso di ricordare meglio alcuni dettagli della fiaba durante un test a scelta multipla sui suoi contenuti. Pertanto, il MW riferito a materiale motivante può aiutare a ricordare meglio i contenuti.
In base a uno studio di Soemer et al. (2019) basato sulla Daydreaming Frequency Scale (DDFS) a sua volta ripresa dall'Imaginal Processes Inventory (IPI) di Singer e Antrobus (1972), i soggetti più proni al MW abituale durante i test di comprensione scritta erano più proni a subire il MW legato a un TUT ma la comprensione era positivamente correlata con il MW abituale in quanto i soggetti affetti da MW come abitudine riescono a fare maggiori inferenze durante la lettura; la situazione descritta nella lettura diventa dunque più vivida e ricca di dettagli ("a richer situation model") e dunque compresa più a fondo. In un altro studio di Soemer et al. (2024), è stata dimostrata l'ipotesi che i soggetti proni al MW abituale sono più proni a perdersi in pensieri che promuovono l'apprendimento (e.g., pensieri elaborativi centrati su un contenuto da apprendere). Nello studio, i ricercatori hanno testato la ritenzione di una storia in quanto la comprensione di un testo scritto necessita di un modello mentale di situazione (situation model) molto dettagliato a differenza di altri task. Per costruire il modello, il soggetto (e.g., un discente in classe) deve focalizzarsi su informazioni esterne, elaborarle con l'aggiunta di informazioni a scopo chiarificatorio, collegarle a qualunque conoscenza pregressa, monitorarle/richiamarle alla memoria durante la lettura del resto del testo e ricordarle; le elaborazioni tipiche da parte del lettore sono analogie/parallelismi/associazioni, esempi concreti, visualizzazioni mentali, riformulazioni di idee/concetti chiave con altre parole e comparazioni. Una volta che un'informazione è chiarificata, è ben compresa e si può dunque collegare a conoscenza pregressa e ripescare dalla mente laddove necessario; nel caso in cui il processo meta-cognitivo di monitoring evidenzi delle lacune o incomprensioni, il lettore torna indietro o legge più lentamente (per cui regola il proprio comportamento). Lo studio ha parzialmente mostrato come i soggetti proni al MW abituale hanno una migliore comprensione del testo durante il vagabondaggio della mente in sede di lettura. Lo studio ha però fatto uso non del framework IPI classico di Singer e Antrobus, ma di una sua riduzione, il SIPI (Short Imaginal Processes Inventory) elaborato da Huba et al. (1981). In uno studio simile, gli autori hanno notato come i pensieri durante il MW riferiti a contenuti della lezione (e dunque immagini non intrusive e non incoerenti) hanno aiutato l'apprendimento e hanno tenuto vivo l'interesse verso la lezione; gli studenti che avevano pensieri nel MW relativi alla lezione erano in particolare gli studenti con un buon punteggio in fase pre-test.
Inoltre, il MW può essere un momento di evasione usato come rimedio contro un task ritenuto noioso e monotono. Pertanto, è una risposta adattativa siccome nel mentre il discente cerca di continuare a seguire la lezione.
Infine, un pre-print di Simor, Vékony et al. (2024), il MW è utile nel momento in cui il discente deve svolgere un task di apprendimento probabilistico implicito: infatti, in questi task, il discente è esposto a un flusso di dati e informazioni da cui deve estrapolare delle regolarità statistiche, dei pattern nascosti che vengono automaticamente acquisiti. Questo compito necessità di una domanda di attenzione minima. L'estrapolazione della regolarità statistica avviene in modo implicito, cioè in modo non intenzionale, per cui è sufficiente la mera esposizione a dati con elementi non caotici e non casuali per attivare questa ricerca di pattern. Questi task, in generale, provocano dipendenze stimolo-risposta (stimulus-outcome dependencies) senza consapevolezza esplicita (explicit awareness), controllo cognitivo e focalizzazione dell'attenzione. Lo studio, che però è stato svolto sugli adulti, ha mostrato come l'apprendimento probabilistico implicito era positivamente associato al MW involontario (cioè automatico, spontaneo, fuori dal proprio controllo). I partecipanti, osservati con l'elettroencefalografia a alta densità (EEG), durante le fasi di apprendimento probabilistico hanno mostrano un'attività oscillatoria corticale in un range a bassa frequenza di onde cerebrali, per la precisione onde delta (δ), che nelle prime fasi del task indicavano uno stato simile a quello del sonno (covert sleep-like states). Le onde delta e a bassa frequenza infatti sono oscillazioni neurali che sono osservate in fase NREM (Non-Rapid Eye Movement), per la precisione nella fase 3, che è la fase di sonno profondo che precede la fase REM (in cui invece il movimento degli occhi è rapido, i muscoli si contraggono e si sogna). Questo tipo di attività corticale, sempre nelle prime fasi del task, è associata anche al MW involontario. Inoltre, sia l'apprendimento probabilistico implicito che il MW sono associati a un'attività neurale a bassa frequenza, per cui il MW sembra essere uno stato mentale breve, transitorio e "offline" che facilita l'apprendimento rapido e il consolidamento di quanto appreso in precedenza nella memoria a lungo termine. Il consolidamento della conoscenza dunque avviene sia in fase di veglia che di sonno profondo e di sonno locale (local sleep states), per cui il risultato è in linea con la cosiddetta teoria del consolidamento opportunistico della memoria (opportunistic memory consolidation theory) illustrata da Mednick et al. (2011), ma questo risultato va consolidato con ulteriori studi basati sulla magnetoencefalografia o elettroencefalografia. Tuttavia, non è completamente chiaro se nella fase NREM, a differenza della fase REM, si consolida maggiormente la conoscenza nella memoria procedurale (saper fare) o memoria dichiarativa (sapere le regole). Una volta che il discente ha trovato una regolarità, si aspetta che la propria ipotesi di regolarità abbia valore predittivo; se ha valore predittivo, allora è considerata corretta. Un esempio di apprendimento probabilistico implicito è acquisire una lingua straniera ascoltando e/o leggendo una vasta serie di messaggi comprensibili, per cui si formano competenze linguistiche e si sviluppa la memoria procedurale.

### Effetti a sfavore del discente
Il mind wandering è deleterio nell'educazione siccome, in taluni momenti, la concentrazione sul qui e ora e dunque la capacità di tenere la vigilanza è necessaria per raggiungere il successo educativo. Infatti, i discenti potrebbero non essere capaci di svolgere un task a causa di pensieri scorrelati da esso (e.g., non ricordarsi una dimostrazione matematica per svolgere un esercizio durante un'esercitazione o verifica; non ricordarsi un vocabolo in una lingua straniera utile a svolgere un esercizio o una domanda in un test). Il MW infatti fa perdere un'opportunità di apprendimento e blocca l'acquisizione di skill necessarie, come una dimostrazione matematica o un vocabolo in lingua straniera. Il progresso educativo è dunque rallentato, con svariate ricadute negative, né si aggiunge nella mente del discente una nuova conoscenza che si aggiunge, allinea o collega con quella precedente. Il MW ha effetto deleterio sia su discenti giovani che adulti: negli adulti, il MW è responsabile di insuccessi in task come l'ascolto di una lezione dal vivo o registrata, l'ascolto di un audio, la memorizzazione di una lista di parole e l'ascolto di una storia di cui si devono ricordare dei momenti essenziali; gli effetti del MW a sfavore del discente in contesto scolastico (inclusa l'università e tutta l'educazione terziaria in generale) sono sia nel breve termine che nel lungo termine siccome, nel breve termine, la ritenzione delle informazioni (anche indispensabili) è scarsa, mentre nel lungo termine la performance nei test cala.
Gli studenti affetti da MW inoltre tendono a ottenere scarsi risultati nei test a prescindere dal tasso di frequenza delle lezioni e dal GPA (Grade-Point Average), cioè dalla media dei voti. Quindi, un discente che frequenta ogni lezione e ha voti molto alti può comunque ottenere una scarsa performance accademica in presenza di MW siccome il MW è scollegato da queste due variabili.
Negli studenti di scuola media e superiore, secondo uno studio di Mrazek, Phillips et al. (2013), il MW ha causato delle scarse performance in contesto di comprensione di un testo scritto. Secondo un altro studio di Soemer, Idsardi et al. (2019), gli studenti di 13-14 anni avevano problemi analoghi; inoltre, la ritenzione delle informazioni aumentava nei testi il cui topic era di maggiore interesse secondo i discenti. Quindi, se il testo era considerato interessante, il fenomeno del MW diminuiva, ragion per cui il MW sarebbe causato dalla noia e scarso interesse provati verso l'argomento.
Negli adulti e nei ragazzi, il mind wandering viene associato a delle scarse performance in task educativi. In particolare, secondo uno studio svolto su bambini da 6 a 11 anni (dunque in età pre-puberale), il mind wandering durante i task di attenzione ha fatto calare la ritenzione dei contenuti ascoltati nella memoria. Durante lo studio, i bambini hanno riportato di subire questo fenomeno nel 25% circa dei momenti in cui hanno dovuto concentrarsi (thought probes). Il livello di MW è più alto se il topic dei brani da ascoltare non era interessante secondo i bambini; questo risultato è analogo anche negli adulti. Pertanto, un topic interessante facilita universalmente l'attenzione, la ritenzione di informazioni nella memoria e il loro richiamo. Inoltre, i bambini hanno dimostrato insofferenza verso le attività di ascolto svolte come spiegazioni verticali (classroom-style listening activities). In un'intervista, una delle tre autrici dello studio (Agnieszka Graham) ha detto che i bambini, nel momento in cui sono affetti dal MW in una qualunque giornata a scuola, semplicemente non sono capaci di concentrarsi per tutto il tempo, alla pari degli adulti. Graham ha poi riportato che la ricerca sulla MW nei bambini di età scolare può permettere l'elaborazione di strategie pedagogiche per migliorare i livelli di attenzione nei bambini qualora un momento di vigilanza sia necessario.
Inoltre, il MW tende a ostacolare l'apprendimento in modo non solo diretto, cioè attraverso la disattenzione verso concetti importanti in una lezione, ma anche in modo indiretto siccome i discenti distratti non prendono appunti o prendono un minor numero di appunti e con una qualità inferiore. In tal modo, perdono un supporto valido per l'apprendimento durante la lezione (in quanto il contenuto viene recepito e rielaborato a parole proprie) e dopo la lezione. L'effetto è peggiorato se gli appunti sono presi al computer invece che con carta e penna: secondo uno studio di Risko e Buchanan (2013), gli studenti che durante una lezione di un'ora prendevano appunti al computer e che in più godevano di una connessione internet tendevano a distrarsi dalla lezione perché controllavano i propri profili social e rispondevano ad alcune email. Pertanto, la loro comprensione dei contenuti della lezione era molto più scarsa rispetto al gruppo di studenti che non aveva accesso a una connessione internet. Secondo uno studio di Sana, Weston et al. (2013), gli effetti nocivi del computer si abbattono anche sugli studenti limitrofi che, pur non usando un computer per prendere appunti, hanno lo schermo del pc compreso nel proprio campo visivo.
Il MW ha effetti deleteri anche durante la lettura di un testo, siccome il contenuto non viene ritenuto dalla mente per poi essere richiamato. In particolare, gli effetti si aggravano quando il MW si presenta nei punti cruciali di un testo. Non solo il testo non viene ricordato, ma non viene nemmeno capito completamente ed è impossibile effettuare delle inferenze da una conoscenza lacunosa di un testo. Uno dei punti più critici di un testo è per esempio quello in cui vengono presentate delle idee fondamentali, come ad esempio l'esordio di un testo; gli studenti affetti da MW durante l'esordio di un testo mostrano una ritenzione peggiore rispetto agli studenti che si distraggono in punti meno importanti dello stesso testo.
L'uso degli ebook corredati di registrazione inoltre ha effetti deleteri siccome aumenta il MW: secondo uno studio di Varao Sousa, Carriere et al. (2013), i discenti sono proni al MW nel momento in cui ascoltano passivamente la registrazione di un ebook rispetto alla lettura attiva ad alta voce. Nello studio, i gruppi di studenti che hanno appreso dei contenuti attraverso l'ascolto passivo dell'audio hanno mostrato una capacità di ritenzione inferiore rispetto agli altri studenti che hanno letto autonomamente. Anche se i discenti provavano lo stesso interesse verso i materiali, il gruppo di discenti che ha ascoltato l'audio passivamente ha performato peggio, per cui l'interesse verso il materiale non è una caratteristica che basta da sola per spiegare il MW. Leggere in modo attivo, quindi da soli (ad alta voce o in silenzio) tende a ridurre il MW.

## Strategie di mitigazione del MW in classe
Il MW in classe non si può annullare completamente, siccome è impossibile che un discente (inclusi gli adulti) restino perfettamente concentrati per tutta la durata di una lezione o di task come la lettura di un libro. Pertanto, il MW si mitiga fino a riportarla a un livello basso e gestibile. Inoltre, si mitiga in corrispondenza di momenti strategici, cioè in cui la vigilanza è necessaria per entrare in contatto con un'informazione importante. La mitigazione di un fenomeno negativo fino a livelli gestibili è presente anche nel contrasto dell'ansia verso le lingue straniere e della noia verso le lingue straniere: le strategie non sono volte a azzerare completamente due fenomeni molto sfaccettati e pervasivi.
La prima strategia per mitigare il MW in classe è quella di introdurre una serie di pause regolari nella lezione. Le pause sono utili anche durante gli esercizi che richiedono l'applicazione del pensiero laterale e dunque della creatività a un problem solving di natura creativa e non meccanica; quest'ultima strategia è stata trattata da Wallas nel 1926, ma era già nota da generazioni di insegnanti. Un'altra strategia analoga è quella di usare l'intervallo di incubazione, per cui si assegna un problema da risolvere o attività da svolgere per un certo periodo di tempo, si interrompe per fare svolgere un'altra attività molto più semplice e si interrompe nuovamente per fare finire la prima attività da svolgere. Infatti, in base alla ricerca centrata sugli UUT, l'intervallo di incubazione innesca un MW di natura creativa nei confronti dell'attività principale. Quindi, in classe si usa una riproduzione del modello del processo creativo in 4 fasi di Wallas: l'intervallo di incubazione equivale alla fase di incubazione, che è seguita potenzialmente da una fase di illuminazione, in cui avviene un "momento Eureka". Tuttavia, serve una maggiore ricerca scientifica per dimostrare l'efficacia della tecnica del periodo di incubazione. Già la psicologa lituana Bluma Zeigarnik nel 1927 aveva dimostrato come un soggetto che prende una pausa da un task e svolge attività scorrelate dal task principale ricordano meglio quello che hanno fatto prima della pausa; questo effetto è molto noto come effetto Zeigarnik e, secondo un'altra definizione equivalente, spiega come le azioni/task interrotti si ricordino meglio di quelli completati grazie alla sessione creativa di MW nel momento di pausa. Di contro, i soggetti che fanno una pausa solo a task finito ricordano di meno. Se si assegna una pausa senza nessuna attività, non si innesca nessun MW e dunque nessuna fase di incubazione; allo stesso modo, se il task di intermezzo è troppo difficile da svolgere, in questo caso non si innesca nessun MW positivo ma solo stress e MW non intenzionale, che è deleterio.
La seconda strategia di mitigazione è motivare gli studenti all'apprendimento attraverso strategie di incremento della motivazione e/o di lotta alla noia specificatamente mirate a studenti. Nella stessa ricerca di Seli et al. (2016a), gli studenti tendevano a distrarsi quasi mai involontariamente in quanto erano motivati a seguire; le distrazioni involontarie e dunque fuori dal controllo degli studenti sarebbero più alte in contesto di demotivazione. Ad esempio, più il topic della lezione viene considerato poco interessante dagli studenti, più il tempo speso a vagabondare con la mente aumenta, ragion per cui la ricerca suggerisce di selezionare topic che si possono ritenere utili e interessanti o di renderli tali.
La terza strategia è introdurre delle sessioni di testing, dette anche "retrieval practice" o "domande di check-point", in cui i discenti sono stimolati a ripescare delle informazioni con cui sono entrati in contatto dalla mente. Pertanto, il docente in una lezione non continua ad avanzare con la spiegazione, ma la interrompe per attivare mentalmente gli studenti, richiamare quanto spiegato, distribuire la spiegazione in più mini-sessioni, tirare le somme volta per volta e solidificare la conoscenza accumulata. L'attività di testing inoltre permette ai discenti che hanno perso pezzi di spiegazione per il MW di recuperarli ed è assimilabile a un mini-quiz. In una ricerca di Szpunar, Khan et al. (2013), gli autori hanno inserito un test a seguito di una lezione che conteneva liste di parole, associazioni faccia-nome e passaggi in prosa; secondo la ricerca, l'interpolazione di queste attività con un test di richiamo dalla memoria ha diminuito i livelli di MW in classe, per cui i livelli di attenzione e ritenzione delle informazioni sono aumentati. Secondo uno studio simile di Szpunar, McDermott et al. del 2008, in un test di richiamo di vocaboli sono stati inseriti dei test di memoria e la presenza di questi test ha migliorato i livelli di attenzione. Inoltre, a un gruppo di studenti è stato inserito un solo test a fine lezione, mentre a un altro gruppo sono stati inseriti più test durante la lezione (per la precisione, al termine di ogni singolo gruppetto di vocaboli, organizzati in mini-liste di 5 vocaboli l'una); la strategia più funzionante è quella che ha previsto più test durante la lezione, siccome i risultati sono raddoppiati rispetto alla strategia di mettere un solo test a fine lezione. In particolare, i discenti con la prima strategia erano più intenti a prendere appunti. In generale, secondo Pastötter, Schicker et al. (2011), in base alle scoperte delle neuroscienze cognitive interpolare qualunque lunga attività di studio con dei mini-test di memoria per il richiamo dei concetti spiegati è benefico per i discenti. Questi test, secondo l'elettrofisiologia, diminuiscono le onde alfa (α) nel cervello; un eccesso di onde alfa (8–14 Hz) porta in generale a cali di attenzione. Nella ricerca di Szpunar, Khan et al. (2013), in un laboratorio dei discenti sono stati sottoposti all'ascolto di 4 mini-lezioni di introduzione alla statistica; a un gruppo di discenti, è stato somministrato un test dopo ogni mini-lezione, mentre a un altro gruppo è stato somministrato un solo test alla fine di tutto il ciclo di mini-lezioni. I discenti che sono stati sottoposti a un test dopo ogni mini-lezione a livello di richiamo dei concetti ha performato meglio di quello sottoposto a un unico test finale; infatti, tali discenti hanno praticato di meno il MW e hanno preso più appunti. La strategia di prendere appunti a mano, senza l'inserimento di test, è una strategia che è parzialmente fallimentare siccome funziona solo con alcuni discenti; i discenti che riescono a ridurre il MW tramite la presa di appunti sono quelli che hanno una minore conoscenza pregressa del tema e quelli che prendono appunti in gran quantità e qualità. Inoltre, nella stessa ricerca di Kane, Smeekens et al. (2017), il MW si è rivelato la variabile più grande che ha predetto i risultati positivi o negativi dei test finali e il livello di interesse verso il tema, per cui altre variabili (e.g., conoscenza pregressa, abitudini, ecc.) sono meno predittive. Secondo Mueller & Oppenheimer (2014), gli appunti presi a mano invece che al computer sono più efficaci siccome la scrittura a mano, in quanto più lenta di quella al computer, costringe i discenti a rallentare, per cui fanno uno sforzo cognitivo per rielaborare gli appunti (e.g., riformulare, abbreviare, selezionare). Gli appunti presi al computer invece sono più rapidi e permettono anche una trascrizione verbatim, parola per parola, per cui manca qualunque rielaborazione degli appunti. Secondo la stessa ricerca, prendere appunti a mano durante una lezione di matematica aiuta gli studenti a stare concentrati, perlomeno se hanno scarse conoscenze pregresse nel topic; inoltre, anche se tutti gli studenti prendono appunti, gli studenti che prendono più appunti e di qualità superiore mostrano un minore MW rispetto a quelli che, pur prendendone, ne prendono di meno e/o di qualità più scarsa. L'unica smentita all'equazione appunti = attenzione costituisce un'eccezione e deriva da un gruppetto di studenti che, non avendo obbligo di prendere appunti, ha preferito concentrarsi direttamente sui contenuti della lezione e sulla loro comprensione.
La quarta strategia è l'uso di un metodo didattico diretto, per cui la lezione non consiste sempre e solo nelle lezioni verticali tradizionali, ma in un metodo interattivo. Questa strategia può intrecciarsi con l'uso delle domande di check-point, per cui le due strategie sono comunicabili. Infatti, una strategia di didattica attiva è quella di fare una sessione di discussione di un tema appena affrontato, per cui i discenti de facto rispondono a domande elaborate direttamente agli studenti. Oltre alla discussione tra pari (peer discussion), un altro esempio è usare gli esperimenti in laboratorio durante le lezioni delle materie STEM. Altre strategie sono i lavori di gruppo in classe; un tipico esempio è il think-pair-share, per cui a tutti i gruppetti di studenti viene assegnato un problema da risolvere attraverso una discussione collettiva. La soluzione, dopo lo scadere del tempo, viene discussa davanti alla classe, per cui la soluzione viene "condivisa". Un'altra strategia è quella del "minute paper", in cui il discente deve scrivere una mini-risposta su una domanda generale che verte su quanto svolto nella lezione precedente.
La quinta strategia è l'allenamento della capacità di memoria e l'uso delle tecniche di meditazione mindfulness e di yoga; queste due strategie sono interconnesse. La capacità di memoria di lavoro è stabile, ma degli esercizi di miglioramento possono portare a un uso più efficiente di quella che già si possiede. In particolare, la meditazione mindfulness ha effetti positivi sulla MWC e sull'attenzione sostenuta, per cui ha un impatto cognitivo sulla regolazione cognitiva oltre che emotiva. Infatti, la mindfulness è una pratica di meditazione che promuove uno stato attenzionale di tipo attivo e intenzionale verso un pensiero, sentimento o sensazione riferita al presente. La mindfulness ha anche molti altri benefici siccome allevia lo stress, l'ansia e la depressione. Un esperimento di Mrazek et al. (2013) svolto su degli studenti ha mostrato come una sessione di 2 settimane di mindfulness (4 volte a settimana per 45 minuti, più 10 minuti di attività al di fuori del corso) ha migliorato il punteggio in alcuni esercizi legati alla memoria di lavoro e nel Graduate Record Examination (GRE). Tuttavia, è necessaria altra ricerca prima di una risposta definitiva.
La sesta strategia è usare la tecnologia AALT, cioè la Attention-Aware Learning Technology, che solitamente consiste in un congegno di eye tracking che individua il MW nel momento in cui gli occhi si distolgono dallo schermo. La tecnologia AALT fa parte del campo dello Human-Computing Interaction (HCI, "interazione Uomo-macchina") e dello Human-centered computing e viene considerata un sistema di tutoraggio intelligente (Intelligent Tutoring System, ITS).